# IC 1503
IC 1503 ist eine Spiralgalaxie vom Hubble-Typ Sd im Sternbild Fische auf der Ekliptik. Sie ist schätzungsweise 280 Millionen Lichtjahre von der Milchstraße entfernt und hat einen Durchmesser von etwa 70.000 Lj.

Im selben Himmelsareal befinden sich u. a. die Galaxien NGC 7704, NGC 7705, NGC 7706.
Das Objekt wurde am 9. Oktober 1891 von Stéphane Javelle entdeckt.